# 1911 en chimie
Cet article présente les faits marquants de l'année 1911 en chimie.

## Évènements
- 20 juillet : le physicien néerlandais Antonius Van den Broek propose dans un article publié dans la revue Nature l'idée que les éléments sur le tableau périodique sont mieux organisés en les classant par la charge nucléaire positive que par la masse atomique[1],[2].
- 30 octobre-3 novembre : La première conférence européenne sur les quanta, dite congrès Solvay, est tenu à Bruxelles, réunissant les scientifiques les plus renommés de l'époque. Albert Einstein y participe[3]. Des conférences en chimie et physique continuent à ce jour à être tenues régulièrement[4].
- Casimir Funk isole la vitamine B1 de l'enveloppe du riz pour combattre le béribéri[5].
- 11 janvier : fondation de la Société Kaiser-Wilhelm, groupe de laboratoires de recherche fondamentale, à Berlin[6].
- 7 mars : le  physicien néo-zélandais Ernest Rutherford expose sa « structure de l'atome » devant la Manchester Literary and Philosophical Society[7].
- 8 avril : l'équipe du savant néerlandais Heike Kamerlingh Onnes découvre la supraconductivité[8].
- Marie Curie devient la première femme à recevoir un second prix Nobel (chimie) et l'une des deux seules personnes à l'avoir reçu dans plus d'une discipline (l'autre personne est Linus Pauling)[9].
- William Ramsay et Robert Whytlaw-Gray parviennent à isoler l'émanation du radium. Ils montrent qu'il s'agit d'un gaz rare et le baptisent niton. Il s'agit du Radon[10].
- Le modèle de la structure de l'atome du physicien japonais Hantaro Nagaoka est abandonné en 1911 au profit du modèle atomique de Rutherford[11],[12].

## Prix
- Prix Nobel de chimie : Marie Curie pour les services rendus à l'avancement de la chimie par sa découverte des éléments radium et polonium, pour avoir isolé le radium et étudié la nature et les composés de cet élément remarquable[13],[14].
- Médaille Davy : Henry Edward Armstrong sur la base de ses recherches en chimie organique et générale[15],[16].
- Faraday Lectureship : Theodore William Richards[17]
- Médaille William-H.-Nichols : C. W. Easley et M. A. Rosanof[18]

## Naissances
- 14 février : Robert Moon (mort en 1989), physicien, chimiste et ingénieur américain.

- 6 avril : Feodor Lynen (mort en 1979), biochimiste allemand, prix Nobel de physiologie ou médecine en 1964.
- 8 avril : Melvin Calvin (mort en 1997), biochimiste américain, prix Nobel de chimie en 1961.
- 25 juin : William Howard Stein (mort en 1980), biochimiste américain, prix Nobel de chimie en 1972.
- 20 décembre : Samuel Francis Boys (mort en 1972), chimiste britannique.

## Décès
- 17 février : Auguste Houzeau (né en 1829), chimiste et agronome français.
- 1er mars : Jacobus Henricus Van 't Hoff (né en 1852), chimiste néerlandais, prix Nobel de chimie en 1901[13],[19].
- 30 mars : Ellen Richards (née en 1842), chimiste et écologiste américaine.
- 15 août : Albert Ladenburg (né en 1842), chimiste allemand.
- 30 septembre : Louis Joseph Troost (né en 1825), chimiste français.
- 4 décembre : Heinrich von Brunck (né en 1847), chimiste et homme d'affaires allemand.
- 13 décembre : Nikolaï Beketov (né en 1827), physicien et chimiste russe.